# Retardierte Differentialgleichung
Retardierte Differentialgleichungen sind ein spezieller Typ Differentialgleichung, oft auch als DDE (Delayed Differential Equation) abgekürzt oder als Differentialgleichung mit nacheilendem Argument bezeichnet. Bei ihnen hängt die Ableitung einer unbekannten Funktion zum Zeitpunkt {\displaystyle t} nicht nur vom Funktionswert an diesem Zeitpunkt ab, sondern auch von Funktionswerten an früheren Zeitpunkten {\displaystyle t-\tau _{i}} oder von Integralen über die Funktion über vergangene Zeitintervalle. DDEs spielen in Modellen eine Rolle, in denen die Wirkung erst verspätet (retardiert) auf die Ursache folgt. Bekannte Beispiele sind  in der Epidemiologie (Infektion, Inkubationszeit), Populationsentwicklung in der Biologie (Fortpflanzung, Geschlechtsreife) und Regelungstechnik (Verzögerungszeit) zu finden.

## Notation
Eine DDE mit einer unbekannten Funktion {\displaystyle x(t)} und einer punktweisen Verzögerung kann als
{\displaystyle {\dot {x}}=f(t,x(t),x_{\tau _{1}},\ldots ,x_{\tau _{n}})} notiert werden, mit
{\displaystyle {\dot {x}}={\frac {\rm {d}}{{\rm {d}}t}}x(t)} und {\displaystyle x_{\tau _{n}}=x(t-\tau _{n})}.
Eine DDE mit kontinuierlicher Verzögerung kann als
{\displaystyle {\dot {x}}=f\left(t,x(t),\int _{-\infty }^{0}x(t+\tau ){\rm {d}}\mu (\tau )\right)}
geschrieben werden.

## Beispiele
- Populationsentwicklung

Sei {\displaystyle x} die Populationsdichte geschlechtsreifer Individuen, {\displaystyle \tau } die Dauer bis zur Geschlechtsreife, {\displaystyle \alpha } die Pro-Kopf-Fortpflanzungsrate, {\displaystyle \mu } die Sterberate und {\displaystyle p} die Wahrscheinlichkeit, dass die Geschlechtsreife erreicht wird. Dann entwickelt sich die Populationsdichte gemäß
{\displaystyle {\dot {x}}=-\mu x(t)+\alpha px(t-\tau )} 

## Besonderheiten

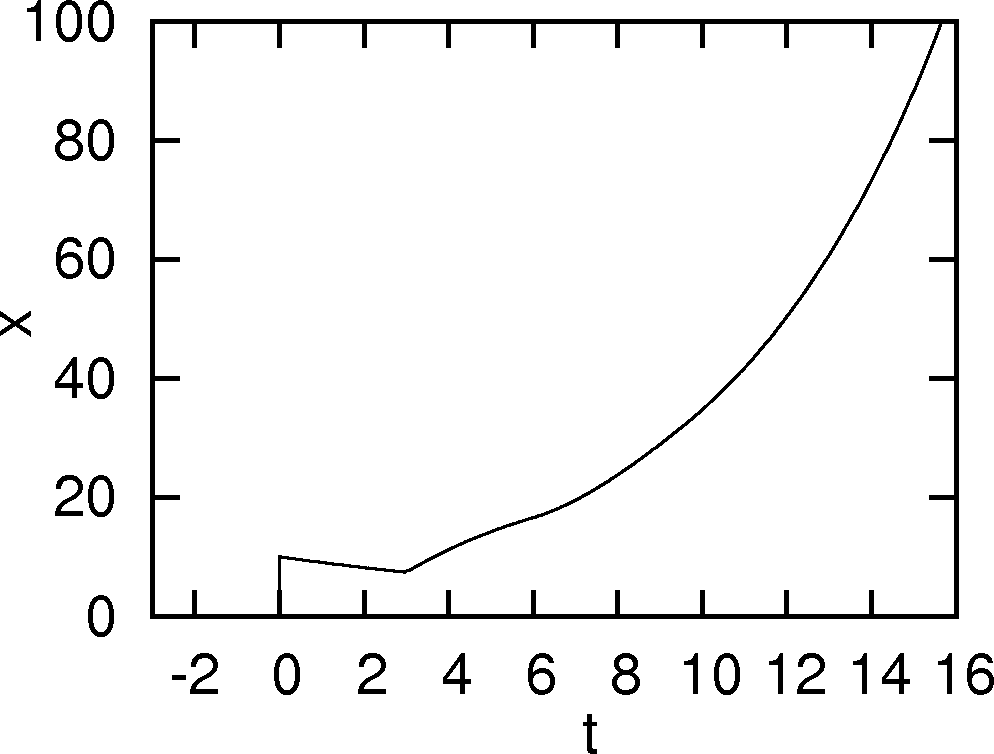
Populationsentwicklung einer Art

Im Vergleich zu den Anfangswerten bei nicht-verzögerten Differentialgleichungen muss bei DDEs die Funktion {\displaystyle x(t)} über ein Zeitintervall gegeben sein, das mindestens so lang wie die maximale Verzögerung ist. Da man nun keine {\displaystyle n} Startwerte wie bei nicht-verzögerten Anfangswertproblemen, sondern Startfunktionen mit prinzipiell unendlich vielen Parametern hat, spricht man auch von unendlich-dimensionalen Systemen. Eine weitere Besonderheit ist, dass Diskontinuitäten in den Anfangsbedingungen schrittweise auf höhere Ableitungen verlagert werden. Wird z. B. obige DDE mit den Parametern {\displaystyle \mu =-0{,}1,\alpha p=0{,}5,\tau =3} mit {\displaystyle x(t)=0} bei {\displaystyle -3\leq t<0} und {\displaystyle x(0)=10} initialisiert, ergibt sich die abgebildete Populationsentwicklung. Zum Zeitpunkt {\displaystyle t=3} wird der bei {\displaystyle t=0} vorhandene Sprung von {\displaystyle x=0} auf {\displaystyle x=10} auf die erste Ableitung {\displaystyle {\dot {x}}} übertragen, bei {\displaystyle t=6} wird die Diskontinuität von der ersten Ableitung auf die zweite übertragen und so weiter, siehe auch das Beispiel schrittweises Integrieren. Anfängliche Unstetigkeiten klingen bei DDEs mit der Zeit ab.

## Lösungsmethoden
Die meisten DDE haben keine analytische Lösung, so dass man auf numerische Verfahren angewiesen ist.

### Schrittweises Integrieren
Ist eine Trennung der Variablen möglich, kann durch schrittweises Integrieren eine geschlossene Lösung gewonnen werden. Zur Veranschaulichung betrachte man eine DDE mit einer Verzögerungszeit {\displaystyle \tau }:
{\displaystyle {\frac {\rm {d}}{\rm {{d}t}}}x(t)=f(x(t),x(t-\tau ))}
und der Anfangsbedingung {\displaystyle \phi (t)\colon [-\tau ,0]\to \mathbb {R} ^{n}}.
Die Lösung {\displaystyle x_{1}(t)} auf dem Intervall {\displaystyle [0,\tau ]} ist dann durch die Lösung des inhomogenen Anfangswertproblems
{\displaystyle {\frac {\rm {d}}{\rm {{d}t}}}x_{1}(t)=f(x_{1}(t),\phi (t-\tau ))}
gegeben mit {\displaystyle x_{1}(0)=\phi (0)}. Nun kann die Lösung {\displaystyle x_{1}(t)} als Anfangsbedingung {\displaystyle \psi (t):=x_{1}(t)} für die Lösung {\displaystyle x_{2}(t)} auf dem Intervall {\displaystyle [\tau ,2\tau ]} verwendet werden. Durch N-fache Wiederholung dieser Schritte kann eine geschlossene Lösung auf dem Intervall {\displaystyle [0,N\tau ]} gefunden werden.

#### Beispiel
Die DDE {\displaystyle {\frac {\rm {d}}{{\rm {d}}t}}x(t)=x(t-1)} mit der Anfangsbedingung {\displaystyle x(t)=\phi (t)=1} für {\displaystyle t\leq 0} führt zur inhomogenen Differentialgleichung
{\displaystyle {\frac {\rm {d}}{{\rm {d}}t}}x_{1}(t)=1} für {\displaystyle t\in [0,1]}.
Durch Trennung der Variablen gewinnt man
{\displaystyle \int _{x_{1}(0)}^{x_{1}(t)}{\rm {d}}x'=\int _{0}^{t}1{\rm {d}}t'}
{\displaystyle x_{1}(t)-1=t}
{\displaystyle x_{1}(t)=t+1},
womit die Lösung für das Intervall {\displaystyle 0\leq t\leq 1} bekannt ist. Für das Intervall {\displaystyle 1\leq t\leq 2} findet man
{\displaystyle \int _{x_{2}(1)}^{x_{2}(t)}{\rm {d}}x'=\int _{1}^{t}t'{\rm {d}}t'}
{\displaystyle x_{2}(t)-2={\frac {t^{2}}{2}}-{\frac {1}{2}}}
{\displaystyle x_{2}(t)={\frac {t^{2}}{2}}+{\frac {3}{2}}},
und so weiter.
Die Gesamtlösung ist dann als zusammengesetzte Funktion dieser Teillösungen gegeben:
{\displaystyle x(t)={\begin{cases}x_{1}(t),&0\leq t\leq 1\\x_{2}(t),&1\leq t\leq 2\\\dots ,&\dots \\x_{N}(t),&N-1\leq t\leq N\end{cases}}}.

### Als nicht-verzögertes DGL-System umschreiben
Manchmal kann man kontinuierliche DDE als ein System gewöhnlicher Differentialgleichungen schreiben.

#### Beispiel
{\displaystyle {\frac {\rm {d}}{{\rm {d}}t}}x(t)=f\left(t,x(t),\int _{-\infty }^{0}x(t+\tau )e^{\lambda \tau }{\rm {d}}\tau \right).}
Durch die Substitution {\displaystyle y(t)=\int _{-\infty }^{0}x(t+\tau )e^{\lambda \tau }{\rm {d}}\tau } erhält man durch partielle Integration
{\displaystyle {\frac {\rm {d}}{{\rm {d}}t}}x(t)=f(t,x(t),y(t)),\quad {\frac {\rm {d}}{{\rm {d}}t}}y(t)=x(t)-\lambda y(t).}